# Eugene Landy
Eugene Ellsworth Landy (Pittsburgh, 26 de novembro de 1934 – Honolulu, 22 de março de 2006) foi um psicólogo estadunidense conhecido por seu controverso programa de terapia 24 horas e tratamento de pessoas famosas. O regime de Landy envolvia supervisionar e microgerenciar a vida de seus pacientes com uma equipe de conselheiros e médicos. Seu paciente mais notável foi Brian Wilson, dos Beach Boys, com quem formou uma parceria comercial e criativa na década de 1980.

## Primeiros anos
Eugene Ellsworth Landy nasceu em 26 de novembro de 1934, em Pittsburgh, Pensilvânia, filho único de Jules C. Landy, um médico e professor de psicologia, e Frieda Mae Gordon Landy, também professora de psicologia. Aos cinco anos de idade, Eugene pontuou 150 em um teste de QI na Universidade de Pittsburgh.
Landy abandonou a escola na sexta série, alegando mais tarde ser disléxico. Aos 16 anos, seguiu carreira no show business, produzindo um programa de rádio nacionalmente distribuído e descobrindo George Benson, de 10 anos. Landy serviu brevemente como empresário de Benson e trabalhou em empregos temporários como produtor de rádio, promovendo discos e produzindo um single para Frankie Avalon. Benson declarou mais tarde: "Meu povo desenvolveu uma desconfiança em relação a [Landy] quando ele os fez assinar uma procuração que eles não entendiam, e ele ficava com toda a minha correspondência e todos os meus cheques".
Honrando o desejo de seus pais, Landy retomou sua educação formal no Los Angeles City College, na qual obteve um diploma em química. Depois de adoecer com disenteria enquanto frequentava a faculdade de medicina na Universidade Nacional Autônoma do México, ele mudou para psicologia. Obteve o título de bacharel em psicologia pela Universidade do Estado da Califórnia em Los Angeles, em 1964, e o título de mestre na disciplina pela Universidade de Oklahoma, em 1967, completando sua formação com um doutorado pela mesma instituição, em 1968.

## Morte
Após a década de 1990, Landy continuou a exercer a prática psicoterapêutica com licença no Novo México e no Havaí até sua morte. Ele morreu, aos 71 anos, em 22 de março de 2006, em Honolulu, Havaí, de pneumonia e câncer de pulmão.
Questionado sobre qual foi sua reação à morte de Landy, Wilson respondeu: "Fiquei devastado". A filha de Wilson, Carnie, citou seu pai dizendo: "O Dr. Landy morreu hoje. Sei que muitas pessoas não gostavam dele, mas eu o amava".

## Legado
Não me arrependo. Eu o amava — ele me salvou. Exercitar salvou-me. Não há droga no mundo que se compare. Ele me empurrou até meu limite e me fez deixar de ter medo do mundo.

—Brian Wilson comentando sobre Landy em uma entrevista de 2002
Em 2015, Wilson refletiu: "Eu pensava que ele era meu amigo, mas ele era um homem muito ferrado", e também: "Ainda sinto que houve benefício. Tento ignorar as coisas ruins e ser grato pelo que ele me ensinou".
O produtor musical Don Was comentou em 1995 que Wilson estava "tão diferente de sua imagem pública como um viciado em drogas ou de alguém catatônico e sustentado por um psicólogo ganancioso. ... Eu conhecia Landy. Eu estava por perto no final da história e vi um pouco de cinza ali; ele não era apenas um cara mau que tomou conta de Brian".
Mike Love disse em uma entrevista de 2004: "Ele era muito duro, grosseiro e escandalosamente caro com o dinheiro de Brian. Mas tenho que dar crédito por salvar a vida de Brian. ... Ele era o único cara que conhecíamos que poderia lidar com Brian, porque Brian era um caso monumental".